# Мапингуари

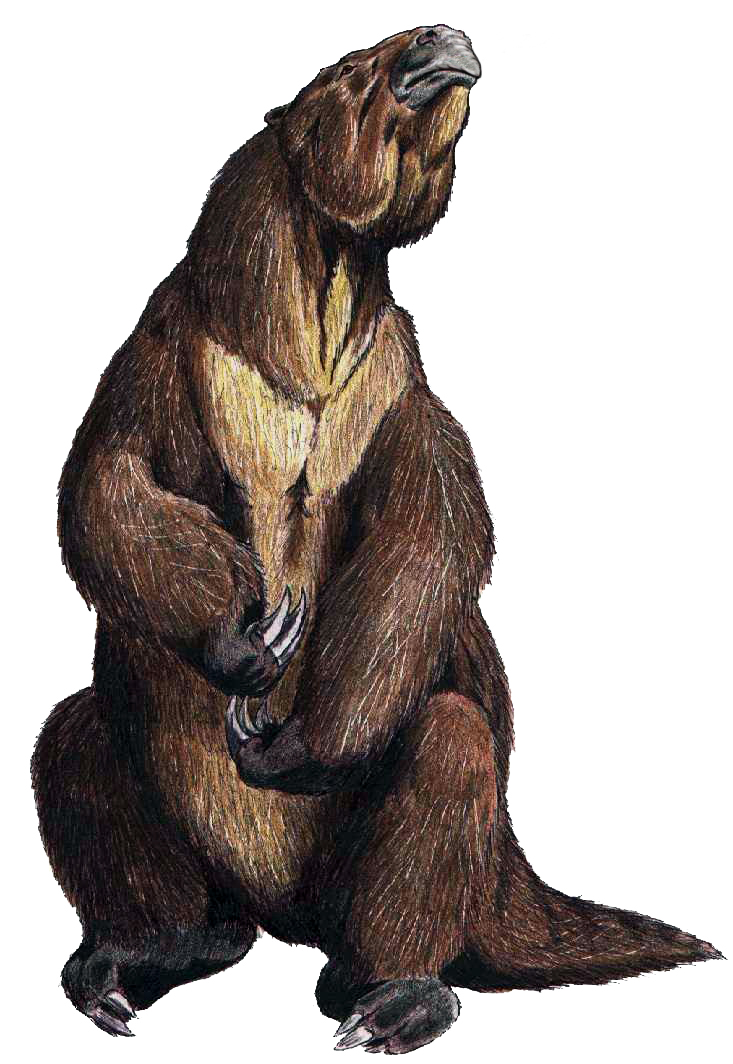
Гигантский ленивец

Мапингуари, мапингуарий, или джума — чудовище в бразильском фольклоре, которое, как считается, живет в дождевых лесах Амазонки.

## Происхождение названия
Согласно Фелипе Вельдену, название существа является сокращением тупи-гуаранских слов «мбаэ», «пи» и «гуари», что означает «нечто с согнутой [или] кривой стопой [или] лапой». Другие названия, которые, как считается, относятся к тому же самому существу, включают каритианское «кида харара» и мачигенгское «сегамай».

## Описание
Мапингуари изображают по-разному. Иногда его описывают как волосатого человекоподобного циклопа. Другие считают, что образ основан на вымершем гигантском ленивце. Часто описывается как существо с пастью на животе.